# R-과정
R-과정(R-process)은 높은 중성자 밀도 및 높은 온도를 지닌 방사성 물질의 중성자 포획 과정이다. R은 영어 rapid(빠른)를 나타낸다. P-과정 및 S-과정도 참조하기 바란다. R-과정에서 원자핵은 다량의 중성자 다발에 노출되며, 이는 다수 중성자를 가진 매우 불안정한 원자핵을 생성한다. 생성된 원자핵은 다수 중성자를 가지면서도 안정된 원자핵으로 매우 빠르게 붕괴한다.
R-과정은 초신성에서 주로 일어나는 것으로 생각된다. 하지만, R-과정으로 형성된 원소의 낮은 비율로 보건대, 초신성의 작은 부분만이 R-과정의 결과물을 외부로 보내거나 혹은 각 초신성이 매우 적은 양을 기여해야 한다.
R-과정에서는 중성자 선속이 매우 높기 때문에(1022 중성자/cm2 second 정도), 이어 발생하는 베타 붕괴에 비해 동위원소 형성이 매우 빠르다. R-과정은 "neutron drip line"을 따라 급히 상승해서 닫힌 중성자 껍질에 도달하며, 새로운 동위원소를 형성하는데, 원자질량 270 근처 즉, 러더포듐에서 다름슈타튬 정도의 자발 핵분열이 일어날 정도의 불안정한 원자핵에 이르게 되면 R-과정은 종료된다.
R-과정은 S-과정 최대치의 10 amu 정도 아래에서 최대치를 형성하는데, 이는 "neutron drip line"을 따라 급히 상승해서 닫힌 중성자 껍질에 도달하지만 양성자는 부족하다는 것을 의미한다. 이러한 원소 분포 최대치는 R-과정 중성자 포획 및 베타-지연 양성자 방출에 대한 이론을 확인해준다.